# Robin Le Normand
Robin Le Normand (Pabu, 11 november 1996) is een Frans-Spaans voetballer die doorgaans als centrale verdediger speelt. Hij verruilde Real Sociedad in 2024 voor Atlético Madrid. Le Normand debuteerde in 2023 in het Spaans voetbalelftal.

## Clubcarrière

### Stade Brest
Le Normand begon met voetballen bij FC Lamballe en werd in 2011 opgenomen in de jeugdopleiding van Stade Brestois. Hiervoor debuteerde hij in 2013 in het tweede elftal, op dat moment actief in de vijfde divisie van Frankrijk. Hij kwam drie jaar uit voor dit team en mocht aan het einde van seizoen 2015/16 één keer meedoen in het eerste elftal, in de Ligue 2. Het bleef zijn enige optreden in de hoofdmacht van Brestois. 

### Real Sociedad
Le Normand verhuisde in juli 2016 naar Real Sociedad. Ook de Spaanse club zag in Le Normand een speler voor het tweede team. Hij werd daarom ingedeeld in Real Sociedad B. Hiermee was hij drie jaar actief in de Segunda División B, waarin hij tot 82 wedstrijden kwam.
Coach Asier Garitano gaf hem rond de jaarwisseling van 2018/19 niettemin een paar wedstrijden de kans in het eerste elftal. Le Normand debuteerde daarmee op zijn 22ste in de Primera División. Garitano's opvolger hevelde hem voor aanvang van seizoen 2019/20 helemaal over naar de hoofdmacht van Sociedad. De carrière van Le Normand kwam daarop in een stroomversnelling. Hij werd in zijn eerste seizoen op het hoogste niveau meteen basisspeler en bleef dat ook in de jaren daarna. In 2019/20 won Le Normand de Copa del Rey met Sociedad. Hij speelde dat toernooi elke wedstrijd van begin tot eind.
Op 22 oktober 2020 maakte Le Normand zijn debuut in de Europa League, met een 1-0 overwinning op HNK Rijeka. Op 17 februari 2022 maakte hij in die competitie tegen RB Leipzig zijn eerste doelpunt. In het seizoen 2022/23 eindigde Real Sociedad als vierde, waardoor Le Normand op 20 september 2023 tegen Internazionale zijn debuut kon maken in de Champions League.

### Atlético Madrid
In de zomer van 2024  tekende hij een vijfjarig contract bij Atlético Madrid.

## Clubstatistieken
| Seizoen | Club              | Competitie         | Competitie | Competitie | Beker | Beker | Internationaal | Internationaal | Totaal | Totaal |
| Seizoen | Club              | Competitie         | Wed.       | Dlp.       | Wed.  | Dlp.  | Wed.           | Dlp.           | Wed.   | Dlp.   |
| ------- | ----------------- | ------------------ | ---------- | ---------- | ----- | ----- | -------------- | -------------- | ------ | ------ |
| 2013/14 | Stade Brestois II | CFA 2              | 7          | 0          | 0     | 0     | —              | —              | 7      | 0      |
| 2014/15 | Stade Brestois II | CFA 2              | 13         | 1          | 0     | 0     | —              | —              | 13     | 1      |
| 2015/16 | Stade Brestois II | CFA 2              | 19         | 2          | 0     | 0     | —              | —              | 19     | 2      |
| 2015/16 | Stade Brestois    | Ligue 2            | 1          | 0          | 0     | 0     | —              | —              | 1      | 0      |
| 2016/17 | Real Sociedad B   | Segunda División B | 26         | 1          | 0     | 0     | —              | —              | 26     | 1      |
| 2017/18 | Real Sociedad B   | Segunda División B | 38         | 2          | 0     | 0     | —              | —              | 38     | 2      |
| 2018/19 | Real Sociedad B   | Segunda División B | 18         | 1          | 0     | 0     | —              | —              | 18     | 1      |
| 2018/19 | Real Sociedad     | Primera División   | 4          | 0          | 3     | 0     | —              | —              | 7      | 0      |
| 2019/20 | Real Sociedad     | Primera División   | 31         | 1          | 8     | 1     | —              | —              | 39     | 2      |
| 2020/21 | Real Sociedad     | Primera División   | 33         | 0          | 2     | 0     | 7              | 0              | 42     | 0      |
| 2021/22 | Real Sociedad     | Primera División   | 37         | 1          | 4     | 0     | 7              | 1              | 48     | 2      |
| 2022/23 | Real Sociedad     | Primera División   | 33         | 0          | 4     | 0     | 4              | 0              | 41     | 0      |
| 2023/24 | Real Sociedad     | Primera División   | 29         | 2          | 7     | 0     | 7              | 0              | 43     | 2      |
| Totaal  | Totaal            | Totaal             | 289        | 11         | 28    | 1     | 25             | 1              | 342    | 13     |

Bijgewerkt op 12 juli 2024.

## Interlandcarrière
Le Normand werd geboren in Frankrijk, maar werd nooit opgeroepen voor een Franse nationale jeugdselectie noch voor het Franse voetbalelftal. Nadat hij al bijna zeven jaar in Spanje verbleef, kreeg hij in 2023 ook een Spaans paspoort. Bondscoach Luis de la Fuente liet hem op 15 juni 2023 vervolgens debuteren in het Spaans voetbalelftal. Hij had die dag een basisplaats in de halve finale van de Nations League 2022/23. Drie dagen later mocht hij ook de finale spelen, die Spanje na strafschoppen won van Kroatië. Le Normand werd op 7 juni 2024 door Luis de la Fuente opgenomen in de Spaanse selectie voor het EK 2024 in Duitsland. Een maand later stond hij in de finale tegen Engeland, die met 2-1 gewonnen werd door de Spanjaarden. 
| Interlands van Robin Le Normand voor Spanje | Interlands van Robin Le Normand voor Spanje | Interlands van Robin Le Normand voor Spanje | Interlands van Robin Le Normand voor Spanje | Interlands van Robin Le Normand voor Spanje | Interlands van Robin Le Normand voor Spanje |
| №                                           | Datum                                       | Wedstrijd                                   | Uitslag                                     | Competitie                                  | Goals                                       |
| Als speler bij Real Sociedad                | Als speler bij Real Sociedad                | Als speler bij Real Sociedad                | Als speler bij Real Sociedad                | Als speler bij Real Sociedad                | Als speler bij Real Sociedad                |
| ------------------------------------------- | ------------------------------------------- | ------------------------------------------- | ------------------------------------------- | ------------------------------------------- | ------------------------------------------- |
| 1.                                          | 15 juni 2023                                | Spanje – Italië                             | 2 – 1                                       | Nations League 2022/23                      |                                             |
| 2.                                          | 18 juni 2023                                | Kroatië – Spanje                            | 0 – 0 (4 – 5 n.s.)                          | Nations League 2022/23                      |                                             |
| 3.                                          | 8 september 2023                            | Georgië – Spanje                            | 1 – 7                                       | Kwalificatie EK 2024                        |                                             |
| 4.                                          | 12 september 2023                           | Spanje – Cyprus                             | 6 – 0                                       | Kwalificatie EK 2024                        |                                             |
| 5.                                          | 12 oktober 2023                             | Spanje – Schotland                          | 2 – 0                                       | Kwalificatie EK 2024                        |                                             |
| 6.                                          | 15 oktober 2023                             | Noorwegen – Spanje                          | 0 – 1                                       | Kwalificatie EK 2024                        |                                             |
| 7.                                          | 16 november 2023                            | Cyprus – Spanje                             | 1 – 3                                       | Kwalificatie EK 2024                        |                                             |
| 8.                                          | 19 november 2023                            | Spanje – Georgië                            | 3 – 1                                       | Kwalificatie EK 2024                        | 4'                                          |
| 9.                                          | 26 maart 2024                               | Spanje – Brazilië                           | 3 – 3                                       | Vriendschappelijk                           |                                             |
| 10.                                         | 5 juni 2024                                 | Spanje – Andorra                            | 2 – 1                                       | Vriendschappelijk                           |                                             |
| 11.                                         | 8 juni 2024                                 | Spanje – Noord-Ierland                      | 5 – 1                                       | Vriendschappelijk                           |                                             |
| 12.                                         | 15 juni 2024                                | Spanje – Kroatië                            | 3 – 0                                       | EK 2024                                     |                                             |
| 13.                                         | 20 juni 2024                                | Spanje – Italië                             | 1 – 0                                       | EK 2024                                     |                                             |
| 14.                                         | 24 juni 2024                                | Albanië – Spanje                            | 0 – 1                                       | EK 2024                                     |                                             |
| 15.                                         | 30 juni 2024                                | Spanje – Georgië                            | 4 – 1                                       | EK 2024                                     |                                             |
| 16.                                         | 5 juli 2024                                 | Spanje – Duitsland                          | 2 – 1                                       | EK 2024                                     |                                             |
| 17.                                         | 14 juli 2024                                | Spanje – Engeland                           | 2 – 1                                       | EK 2024                                     |                                             |

Bijgewerkt op 14 juli 2024.

## Erelijst
| Copa del Rey           | 1× | 2019/20 |
| Spanje                 |    |         |
| Europees Kampioenschap | 1× | 2024    |
| UEFA Nations League    | 1x | 2023    |